# Wim De Vocht
Wim De Vocht (* 29. April 1982 in Turnhout) ist ein ehemaliger belgischer Radrennfahrer.
Wim De Vocht fuhr 2003 für das Farmteam von Quick Step-Davitamon und gewann die Flandern-Rundfahrt für U23-Fahrer. Für die nächste Saison bekam er dann einen regulären Vertrag beim spanischen Radsportteam Relax-Bodysol.
2005 wechselte De Vocht zum belgischen UCI ProTeam Davitamon-Lotto. Dort wurde er unter anderem Zweiter beim GP Rik Van Steenbergen und 2006 Neunter beim Omloop Het Volk. Im selben Jahr ging er bei der Vuelta a España an den Start, musste die Rundfahrt jedoch auf der neunten Etappe beenden.
Internationale Eliteerfolge konnte De Vocht nicht erzielen. Ende der Saison 2012 beendete er seine Radsportlaufbahn.

## Erfolge
1998
- Gouden Fiets Eddy Merckx (Junioren)
- Keizer der Nieuwelingen Tielt (Junioren)

2000
- Belgischer Meister – Straßenrennen (Junioren)
- Gesamtwertung Ster van Zuid-Limburg (Junioren)
- Gesamtwertung GP Général Patton (Junioren)

2003
- Ronde van Vlaanderen (U23)
- eine Etappe Le Transalsace International (U23)